# Hrvatski Nogometni Klub Đakovo Croatia
Il Hrvatski Nogometni Klub Đakovo Croatia è una società calcistica croata con sede nella città di Đakovo, situata nella Regione di Osijek e della Baranja. Milita nel girone EST della Treća HNL.

## Storia
È stato fondato nel giugno 2012 dalla fusione delle 2 realtà cittadine, NK Croatia Đakovo e NK Đakovo, per risolvere i rispettivi problemi finanziari. Riparte dalla Treća hrvatska nogometna liga 2012-2013 terzo livello del campionato croato, concludendola al 10º posto mentre nella stagione successiva conclude al 5º posto.

## Colori e simboli

### Colori
I colori della squadra sono il rosso e blu.

## Allenatori e presidenti
| Allenatori - 2012-attuale Damir Lelas Kreten | Presidenti - 2012-attuale Zoran Vinković Vinkulja |

## Le società preesistenti

### NK Croatia Đakovo
Il NK Croatia Đakovo è stato fondato nel 1970 come NK Sloboda. Pochi mesi più tardi, nel 1971, ha preso il nome definitivo. Il primo presidente del club è stato Stjepan Šola e allenatore Pavo Šlajs.
Negli anni della Jugoslavia il club ha sempre militato nei campionati minori della Slavonia.
Con la rinascita dei campionati in Croazia il NK Croatia non ha potuto disputare la prima stagione causa della guerra, ma avendo vinto la Županijski kup Osječko-baranjska 1991 avrebbe avuto il diritto di partecipare alla Coppa di Jugoslavia 1991-92, che non è stata disputata a causa della dissoluzione jugoslava. Quindi è stata ammesso alla Coppa di Croazia 1992 direttamente in semifinale (vista la situazione bellica) dove è stato sconfitto dall'Inker Zaprešić, poi vincitore del torneo.
Le partite casalinghe erano disputate allo Stadio NK Croatia (3.000 posti) ed i tifosi più accesi erano i "Certissa" (gruppo fondato nel 2006), eredi del "Ekipa DJK" (fondati nel 1990).
| Stagione | Liv. | Campionato                         | Posizione       | Coppa di Croazia  |
| -------- | ---- | ---------------------------------- | --------------- | ----------------- |
| 1992     |      | non partecipa a causa della guerra |                 | semifinali        |
| 1992-93  | 3    | 3.HNL - Gir. Est                   | 1º (promosso)   | 8' di finale      |
| 1993-94  | 2    | 2.HNL - Gir. Nord                  | 5º              |                   |
| 1994-95  | 2    | 2.HNL - Gir. Nord                  | 8º (retrocede)  | 8' di finale      |
| 1995-96  | 3    | 2.HNL - Gir. Nord                  | 8º              | 16' di finale     |
| 1996-97  | 3    | 2.HNL - Gir. Est                   | 1º (promosso)   | 8' di finale      |
| 1997-98  | 2    | 2.HNL - Gir. Est                   | 3º              | 8' di finale      |
| 1998-99  | 2    | 2.HNL                              | 15º (retrocede) | turno preliminare |
| 1999-00  | 3    | 3.HNL - Gir. Est                   | 16º (retrocede) |                   |
| 2000-01  | 4    | 1.ŽNL Osječko-baranjska            | 3º              |                   |
| 2001-02  | 4    | 1.ŽNL Osječko-baranjska            | 2º              |                   |
| 2002-03  | 4    | 1.ŽNL Osječko-baranjska            | 9º              |                   |
| 2003-04  | 4    | 1.ŽNL Osječko-baranjska            | 1º (promosso)   |                   |
| 2004-05  | 3    | 3.HNL - Gir. Est                   | 7º              |                   |
| 2005-06  | 3    | 3.HNL - Gir. Est                   | 1º              |                   |
| 2006-07  | 3    | 3.HNL - Gir. Est                   | 6º              |                   |
| 2007-08  | 3    | 3.HNL - Gir. Est                   | 6º              |                   |
| 2008-09  | 3    | 3.HNL - Gir. Est                   | 15º             | turno preliminare |
| 2009-10  | 3    | 3.HNL - Gir. Est                   | 10º             |                   |
| 2010-11  | 3    | 3.HNL - Gir. Est                   | 17º             |                   |
| 2011-12  | 3    | 3.HNL - Gir. Est                   | 13º             |                   |

### NK Đakovo
Il NK Đakovo è stato fondato l'11 febbraio 1962 dalle ceneri del  ĐŠK (Đakovački Športski Klub). All'inizio la squadra fu chiamata SD Sloboda (=libertà), ma subito dopo prese il nome definitivo.
Negli anni sessanta il club ha avuto molti successi a livello giovanile nei campionati jugoslavi.
Nei campionati croati la squadra ha giocato principalmente in terza divisione, un percorso molto simile ai rivali cittadini del Croatia. Rivali con cui si è fusa il 27 giugno 2012.
| Stagione | Liv. | Campionato                         | Posizione       | Coppa di Croazia |
| -------- | ---- | ---------------------------------- | --------------- | ---------------- |
| 1992     |      | non partecipa a causa della guerra |                 | semifinali       |
| 1992-93  | 3    | 3.HNL - Gir. Est                   | 3º              |                  |
| 1993-94  | 3    | 3.HNL - Gir. Est                   | 1º (promosso)   | 16' di finale    |
| 1994-95  | 2    | 2.HNL - Gir. Nord                  | 12º (retrocede) |                  |
| 1995-96  | 3    | 2.HNL - Gir. Nord                  | 14º             |                  |
| 1996-97  | 3    | 2.HNL - Gir. Est                   | 7º (promosso)   |                  |
| 1997-98  | 2    | 2.HNL - Gir. Est                   | 13º (retrocede) |                  |
| 1998-99  | 3    | 3.HNL - Gir. Est                   | 17º (retrocede) |                  |
| 1999-00  | 4    | 1.ŽNL Osječko-baranjska            | 3º              |                  |
| 2000-01  | 4    | 1.ŽNL Osječko-baranjska            | 1º (promosso)   |                  |
| 2001-02  | 3    | 3.HNL - Gir. Est                   | 11º             |                  |
| 2002-03  | 3    | 3.HNL - Gir. Est                   | 2º              |                  |
| 2003-04  | 3    | 3.HNL - Gir. Est                   | 4º              |                  |
| 2004-05  | 3    | 3.HNL - Gir. Est                   | 11º             |                  |
| 2005-06  | 3    | 3.HNL - Gir. Est                   | 9º (retrocede)  |                  |
| 2006-07  | 4    | 4.HNL - Gir. Est                   | 3º              | 16' di finale    |
| 2007-08  | 4    | 4.HNL - Gir. Est                   | 1º (promosso)   | 8' di finale     |
| 2008-09  | 3    | 3.HNL - Gir. Est                   | 3º              |                  |
| 2009-10  | 3    | 3.HNL - Gir. Est                   | 9º              |                  |
| 2010-11  | 3    | 3.HNL - Gir. Est                   | 3º              |                  |
| 2011-12  | 3    | 3.HNL - Gir. Est                   | 8º              |                  |

## Palmarès

### Competizioni regionali
- Treća nogometna liga: 1

2007-2008 (girone Est)

### Altri piazzamenti
- Coppa di Croazia:

Semifinalista: 1991-1992
- Druga hrvatska nogometna liga:

Terzo posto: 1997-1998 (girone Est)